# H.265
A H.265, más nevén High Efficiency Video Coding (HEVC) az MPEG-4 videótömörítési család korábbi formátuma, a H.264/MPEG-4 AVC továbbfejlesztett változata, mely a H.264-gyel összehasonlítva akár kétszeres tömörítési arányt is képes elérni azonos minőség megtartása mellett. Utóda a H.266 VVC. Maximimális támogatott felbontása 7680 × 4320 pixel.

## Ütemezés
- 2012. február: első tervezet a szabványról
- 2012. július: az első nemzetközi tervezet a szabványról
- 2013. január: a szabvány végleges változata

## Tulajdonságok
- Blokkméret predikció: 16×16, 32×32 vagy akár 64×64 pixeles blokkok
- Nagyobb színmélység: 8 bitnél nagyobb csatornánkénti színmélység
- Párhuzamos feldolgozás támogatása
- Entrópiakódolás: CABAC
- Intra-predikció: 33 irányú intra-predikció, Planar és DC mód
- Mozgáskompenzáció
- Mozgásvektor-predikció
- Inverz transzformációk: 4×4, 8×8, 16×16, 32×32 mellett 32×8, 8×32, 16×4, 4×16 pixel méretű blokkok támogatása
- Loop szűrők
- Interlaced (váltottsoros) képsorok tömörítése

## Profilok
A 2012. júliusi szabványtervezet szerint egy profilt, a Main foglalja magában, mely a H.264 AVC Progressive High profiljához hasonló.

## Szintek
A 2012. februári szabványtervezet 16 szintet különböztet meg, mely a dekóder minimális számítási kapacitását definiálja. A struktúra alapvetően megegyezik a H.264 AVC struktúrájával.
| Szint | Max luma pixel érték (minta/mp) | Max kép buffer méret (minták) | Max sávszélesség (kbit/mp) | Példa a képfelbontásra @ és képsebességre (max eltárolt képkockák)                                          |
| ----- | ------------------------------- | ----------------------------- | -------------------------- | --- |
| 1     | 552,960                         | 36,864                        | 128                        | 128×96@33.6 (6) 176×144@15.0 (6)                                                                            |
| 2     | 3,686,400                       | 122,880                       | 1,000                      | 320×240@45.0 (6) 352×288@30.0 (6)                                                                           |
| 3     | 13,762,560                      | 458,752                       | 5,000                      | 352×480@70.0 (6) 352×576@62.2 (6) 720×480@35.0 (6) 720×576@31.1 (6) 854×480@30.0 (6)                        |
| 3.1   | 33,177,600                      | 983,040                       | 9,000                      | 720×480@84.3 (6) 720×576@75.0 (6) 854×480@72.3 (6) 960×540@60.0 (6) 1280×720@33.7 (6)                       |
| 4     | 62,668,800                      | 2,088,960                     | 15,000                     | 960×540@113.3 (6) 1,280×720@63.7 (6) 1,920×1,080@30.0 (6)                                                   |
| 4.1   | 62,668,800                      | 2,088,960                     | 30,000                     | 960×540@113.3 (6) 1,280×720@63.7 (6) 1,920×1,080@30.0 (6)                                                   |
| 4.2   | 133,693,440                     | 2,228,224                     | 30,000                     | 960×540@241.7 (6) 1,280×720@136.0 (6) 1,920×1,080@64.0 (6) 2,048×1,080@60.0 (6)                             |
| 4.3   | 133,693,440                     | 2,228,224                     | 50,000                     | 960×540@241.7 (6) 1,280×720@136.0 (6) 1,920×1,080@64.0 (6) 2,048×1,080@60.0 (6)                             |
| 5     | 267,386,880                     | 8,912,896                     | 50,000                     | 1,920×1,080@128.0 (6) 2,048×1,080@120.0 (6) 2,560×1,920@54.4 (6) 3,672×1,536@46.8 (6) 4,096×2,160@30.0 (6)  |
| 5.1   | 267,386,880                     | 8,912,896                     | 100,000                    | 1,920×1,080@128.0 (6) 2,048×1,080@120.0 (6) 2,560×1,920@54.4 (6) 3,672×1,536@46.8 (6) 4,096×2,160@30.0 (6)  |
| 5.2   | 534,773,760                     | 8,912,896                     | 150,000                    | 1,920×1,080@256.0 (6) 2,048×1,080@240.0 (6) 2,560×1,920@108.8 (6) 3,672×1,536@93.7 (6) 4,096×2,160@60.0 (6) |
| 6     | 1,002,700,800                   | 33,423,360                    | 300,000                    | 1,920×1,080@300.0 (6) 2,560×1,920@204.0 (6) 4,096×2,304@106.2 (6) 7,680×4,320@30.0 (6)                      |
| 6.1   | 2,005,401,600                   | 33,423,360                    | 500,000                    | 1,920×1,080@300.0 (6) 2,560×1,920@300.0 (6) 4,096×2,304@212.5 (6) 7,680×4,320@60.0 (6)                      |
| 6.2   | 4,010,803,200                   | 33,423,360                    | 800,000                    | 1,920×1,080@300.0 (6) 2,560×1,920@300.0 (6) 4,096×2,304@300.0 (6) 7,680×4,320@120.0 (6)                     |

Minden szinten a dekódolt kép buffer mérete maximálisan 6.

## Fordítás
- Ez a szócikk részben vagy egészben  a   High_Efficiency_Video_Coding című angol Wikipédia-szócikk ezen változatának fordításán alapul.  Az eredeti cikk szerkesztőit annak laptörténete sorolja fel. Ez a jelzés csupán a megfogalmazás eredetét és a szerzői jogokat jelzi, nem szolgál a cikkben szereplő információk forrásmegjelöléseként.